# ニコラ＝ジョゼフ・キュニョー

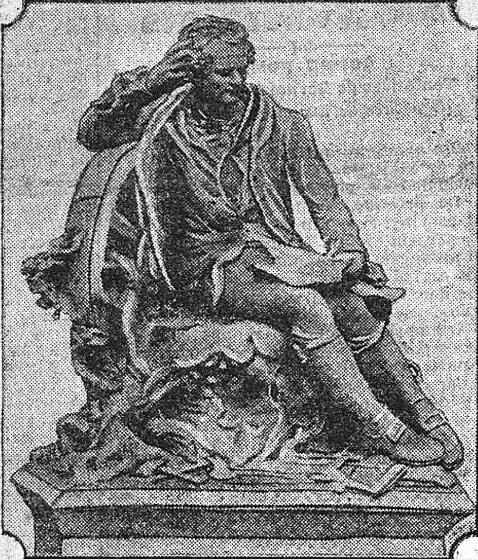
キュニョーの彫像

ニコラ＝ジョゼフ・キュニョー（Nicolas-Joseph Cugnot 、1725年9月25日 - 1804年10月2日）は、18世紀フランスの軍事技術者であり、世界最初の自動車と認められている蒸気三輪自動車を開発した人物である。
当時、フランスは七年戦争においてプロイセンとイギリスに敗北し、失地回復のため軍事力強化に邁進していた。この中で、フランス陸軍は当時の最新技術であった蒸気動力を使って馬の代わりに大砲を運ぶ大型運搬車両の開発を依頼した。2台が試作され、うち1台はルイ15世の資金で製作された。1台目（1号車）は1769年に走行し、このときキュニョーは45歳だった。製作はフランス軍隊の工場でおこなわれた。この大砲の運搬具はファルディエ（『キュニョーの砲車』）とよばれる。

## 功績

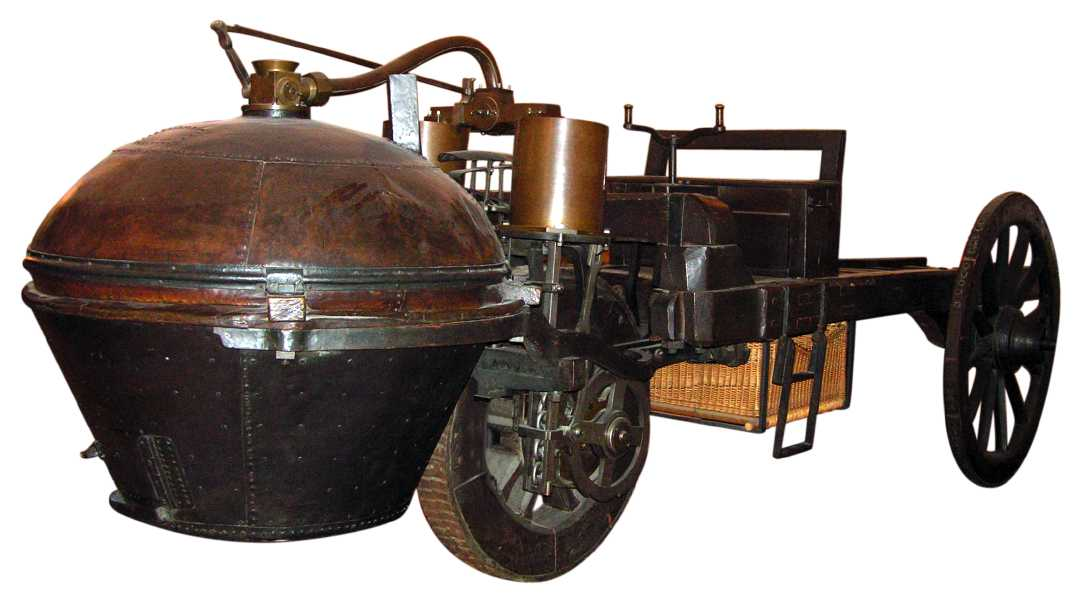
キュニョーの砲車：1771年修復後の2号車：パリ工芸博物館展示

キュニョーの開発した大型運搬車は、世界で初めて「自らの動力で、トラクション（摩擦を利用した推進力）で動き、人を乗せ、人が操縦（運転）できる車両」を実現した。そのため、キュニョーは世界初の自動車（モータービークル）を設計開発した人物とされ、現代の自動車の先駆者であると認められている。
キュニョーの作った世界初の自動車は、1599年のシモン・ステヴィンの帆走車、1680年頃のフェルビーストの蒸気車、その他、ばね仕掛けの馬車などといった自動車の歴史上重要な通過点とされる自走車の試みを経て、世界初の「自動車」として認定されている。それはまた、重量物を積載した大型トラックであり、さらに蒸気機関を乗せて走行した点でも1801年のトレビシックのロードロコモーティブ（路上蒸気車）や蒸気機関車に30年先立つものであった。
その車両自体が現存することが、世界初の自動車という評価の最も強力な後ろ盾となっている。車両はボイラーを搭載し、ボイラーで発生させた蒸気を動力源として、2つのシリンダーへの蒸気流入を制御することによりシリンダー内のピストンを交互に動かし、ピストンの往復運動をラチェット機構で車輪に直接伝えていた。往復運動を回転運動に変換する試みも、ワット/マードックよりも10年も先行するものであった。

## 生涯

### 前半生
キュニョーはロレーヌ公国で生まれ、ブリュッセルで学び、オーストリアの軍隊に属してウィーンやブリュッセルで軍事技術者として働いた。

#### 生まれ
ロレーヌ公国のムーズ地方ヴォワ（Void-Vacon）で農家の子供として、父クロード・キュニョー（Claude Cugnot）、母マリー＝ヴィクトワール・ル・ブルジェ（Marie-Victoire Le Bourget）との間に生まれる。ボワは現在のパリとストラスブールを結ぶ国道4号線沿いにあり、リーニュ＝アン＝バロワ（Ligny-en-Barrois）とトゥールの間に挟まれた小さな農村だった。
ロレーヌ公国は本来神聖ローマ帝国に属する領邦国家であったが、ルイ14世の時代から何度もフランスの支配を受けた。そのためロレーヌ公はオーストリアに亡命して臣下として仕えた。キュニョーが生まれた当時はロレーヌ公レオポルトがハプスブルク家の傘下に封土として取り戻していたが、その息子フランツ3世シュテファン（皇帝フランツ1世となる）がマリア・テレジアとの結婚に際して、ルイ15世の王妃の父スタニスワフ・レシチニスキに公位を譲り、1736年以降は実質的にフランス領となった（のち正式に王領となる）。また、ブリュッセルは1794年までオーストリア領ネーデルラントの都市であった。こうしたことから、キュニョーの出身地や学んだ場所はオーストリア、ドイツ、ベルギーなどさまざまに記述される。

#### 技術者としての研鑽
キュニョーは、オーストリア領ネーデルラント（現在のベルギー）のブリュッセルで軍事技術者としての教育を受けた。
ロレーヌ公フランツ3世シュテファンがマリア・テレジアと結婚し、神聖ローマ皇帝フランツ1世となった時代（在位：1745年 - 1765年）に、キュニョーは23歳でウィーンに赴いてオーストリア軍に入隊した。キュニョーが属していたのはルイ15世のフランス軍がオーストリアに貸し出していた軍隊で、砲兵隊指揮官としてジャン＝バティスト・ヴァケット・ド・グリボーバルが総指揮を行っていた。グリボーバルはのちに砲車プロジェクトの遂行を命じられてリーダーとなり、キュニョーを開発者として推薦する人物で、これによりキュニョーの名を後世に残すことになった。グリボーバルは七年戦争（1756年 – 1763年）のため1757年にリュートナン・コロヌル（lieutenant colonel：中佐）としてウィーンに赴任し、軍の指揮にあたっていた。また同じ頃、外務大臣ショワズール（在職：1758年 - 1761年）はルイ15世の外交官として同じウィーンにいた。フランスでは、大砲の運用はフランス革命までは軍人ではなく、民間人技術者が行なっていた。
ドイツの技師ヤーコプ・ロイポルト（Jacob Leupold, 1674年 - 1727年）は1724年に9分冊の著作“Theatrum machinarum generale”を刊行している。この著作は機械工学の基礎を記した世界最初の著作であり、その中には「膨張した水蒸気がシリンダー内のピストンに作用して仕事をする」という、蒸気機関に関するものとしては初期の記述もなされていた。また、それまで試みられた蒸気機関についても記されていた。後世に『ロイポルトのエンジン』と呼ばれるようになった記述では、「特殊なバルブを使用して“2つのシリンダーを交互に働かせる原理”」を記述している。ロイポルトはこの原理をパパンの提唱した考えとして記述している。キュニョーは生まれた頃に記されたこの著作に影響を受けた。後に開発する砲車では、このバルブ構造を利用して2つのシリンダーを交互に動作させ、継続的な運動を実現している。
キュニョーは、オーストリア領ネーデルラント時代（1713年 - 1793年）のブリュッセルでもオーストリア軍で働き、要塞技術に携わった。1763年、七年戦争が終結するとキュニョーは軍隊を退き、ネーデルラントに短期間滞在した後、パリに出た。キュニョーは38歳となっていた。
パリでは軍事教官職に就き、サン＝ペルナール通りに住んだ。軍事技術に関する著作を行い、砲学や要塞に関する技術書も出版している。1766年『軍用兵器のすべて、昔と今』（Éléments de l’art militaire ancien et moderne）、1768年『防御（要塞）理論』（Théorie de la fortification）、1769年『野戦時の防御（要塞）、理論と実際』（Fortification de campagne théorique et pratique）を著した。新型の測量器具についても記述している。これらの著作は軍事技術筋で有用とされた。1773年にはドイツ語翻訳も出ている。銃および関連品の発明も行い、騎兵用新型ライフル銃に関する発明で年600リーブルの恩給を受けた。
キュニョーは兵器と輸送と要塞の研究により、発明のアイデアが湧いていた。ブリュッセル滞在中の1752年および1754年に、すでに、蒸気動力による車両製作を試みたという記述も残っている 。また、「1763年には、蒸気車の試作車をブリュッセルで製作し、サックス侯爵（Marquis de Saxe）に見せた。」とする記述や、1765年とするものもある。
パリに戻り、フランス陸軍砲兵隊第一総監となっていたグリボーバルに、キュニョーは蒸気車「火で動く軍用車両」（“un véhicule militaire actionné par le feu”）の計画について書き送ってもいた。

### 大砲キャリア（砲車）のプロジェクト
1769年から1771年にかけての約3年、40代半ばとなっていたキュニョーは大砲を運ぶための自走式キャリアを製作することになる。
キュニョーは蒸気機関を使った車両について個人でも試行を重ねていたが、フランスの国家プロジェクトとして依頼されて、車両を2台作成した。1台目は1/2の大きさの試作車で1769年に、2台目は5トンの重量物を運ぶ仕様として1770年に製作された。
計画の1/2の大きさの試作車はのちに1号車と呼ばれる。1769年10月下旬に最初の公式な試運転がおこなわれた。摩擦の推進力（トラクション）で自走し、人が乗って操縦する車両として、パリの街をゆっくりとだったが走行した。これが現代の自動車の祖先とされている。

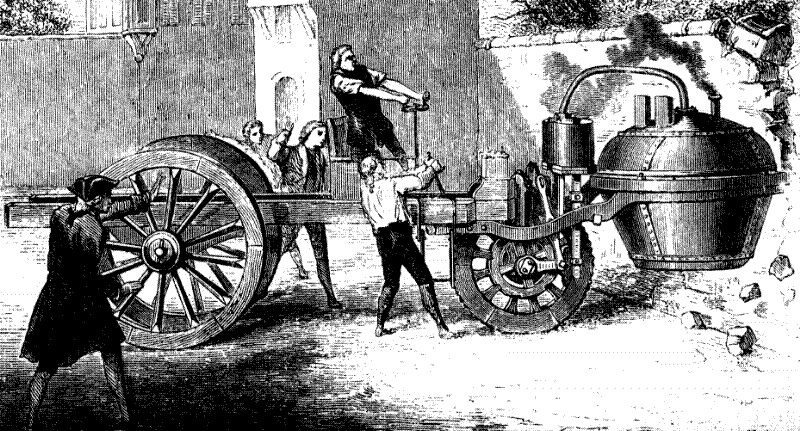
壁への衝突の絵。人間と比べた車両の大きさがわかる。

2号車はスポンサーのルイ15世を招いて、1770年11月に試運転が行われた。ここでの転回時に操作員の操作が追いつかず、レンガ壁にぶつかったとされている。これが『史上初の自動車事故』とされる。この『世界初の自動車事故』のエピソードはキュニョーの蒸気自動車に触れる際に必ず引き合いに出される。
2号車は翌年1771年6月に修復を完了し、再評価を待っていたが、すでにプロジェクト半ばの1770年末に、プロジェクトを命じていたショワズールが失脚していた。グリボーバルは後任の戦争大臣へ働きかけるが無視され、プロジェクトは放置されたままとなった。さらなる改善もされず、実用化へ向かうべきかどうかの最終結論も出されることはなかった。

### 晩年
キュニョーはその後も軍事研究を続け、1778年には“Théories de la Fortification”（直訳：防衛理論）を出版する。1779年に、年660リーブルの恩給が与えられた。しかし、フランス革命が起こり、キュニョーはブリュッセルに逃れた。恩給も途絶えたため、生活は貧しかった。

1798年、エジプト遠征直前のアカデミーの講義でナポレオン・ボナパルトが知るところとなった。グリボーバル、キュニョーらと共にプロジェクトに携わっており、フランス革命前後にかけて砲車を守り抜き、また、その時点で砲兵隊の警備長（commissaire général de l'artillerie）となっていたL. N. ロランがナポレオンに砲車プロジェクトの再検討について上申したが、エジプト遠征を理由に実現しなかった。
キュニョーは1800年にパリに戻り、商事審判官（consul）として収入を得られるようになり、生活費の心配をしなくてすむようになった。また、ナポレオンはキュニョーに1000フランの恩給を与えたと、1800年にロランがキュニョーについての貴重な記述を残している。恩給によりナポレオンはキュニョーに更なる改善をさせたがその効果はなかった、という別の記述もある。砲車は1801年にパリのアカデミーの博物館（現在のパリ工芸博物館）で公開された。
キュニョーは1804年10月、パリで亡くなった。79歳だった。跡継ぎはいなかったが、ギロチンで処刑されたラヴォアジエと比べれば幸せな最後だった。キュニョーの死は、1804年10月の『ル・モニトゥールー』（Le Moniteur）誌（1789年から1901年まで発刊されたジャーナル誌）に報じられ、またこのとき試運転の様子も同時に掲載されていた。

## 評価
キュニョーが蒸気動力による車両を可能にできた背景には以下の要因がある。
1. 啓蒙時代のさまざまな発明から影響を受け、当時は多くの人がこれに挑戦しており、そのなかでキュニョーは軍隊の技術者として当時の最先端の技術を吸収できたこと。
2. 一方で、フランスという国家が砲兵力増強へ邁進していた時代の国家プロジェクトとして、個人レベルでは得られない人的資金的援助を得られたこと。

フランス王国のあらゆるイベントと同様、このプロジェクトも軍の史実の記録係（軍史官）が克明に記録をとっていたが、キュニョーの技術はその後のフランス軍には生かされなかった。ショワズールの失脚、フランス革命の荒波に加え、以降のフランス軍ではキュニョーの技術は奇妙なものとされ、後継者を育てなかった。当時の軍事技術者の大多数が時期尚早の技術と見ていたためであった。
一方、1784年頃のスコットランドでは、ジェームズ・ワットの下で仕事をしていたウィリアム・マードックが、キュニョーのデザインも参考にして三輪蒸気自動車を製作した。こちらも定置式以外の蒸気機関を危険視し、蒸気機関ライセンスに神経を尖らせていたワットからは開発禁止とされ、蒸気機関による自走車両の歴史は1801年のトレビシックまで待たれることになる。
1827年にフランス人オネシフォール・ペックールがキュニョーの車の小型版で四輪車を製作し、このとき、世界初のディファレンシャルギアを発明している。これは現代の自動車で使われているディファレンシャルギアとほとんど同等のものである。

## 記念像・記念碑
砲車は現代まで変わることなくパリ工芸博物館に展示されている。生地ヴォワでは、キュニョーを記念して像が建てられていた。しかし、第二次世界大戦でのドイツ占領下、上部にあったファルディエの縮尺モデル像はドイツ軍により鉄鋼炉に送られてしまった。それ以降はバイオグラフィーを記した銅版だけが下部に残っており、砲車の名残を惜しんでいた。キュニョーの砲車の車輪が初めて回ってから200年目を祝して、1969年10月23日に復元され、記念のオベリスクも製作された。これは、キュニョーの意思を引き継いでいる現代の欧州自動車業界の人々の立ち上げたプロジェクトにより推進された。現在のヴォワ（Void Vacon）の1999年の人口は1,600人。生家は現在郵便局になっていて、記念の石碑が残っている。

## キュニョーにちなむ事物
キュニョーの名前は、The Society of Automotive Historians（SAH）の賞“Nicholas-Joseph Cugnot Award”として残っている（例：）。
公立NJキュニョー高校（リセ）では自動車、電気工学、料理、運輸が教授されており、自動車学科ではキュニョーの砲車の小型版レプリカを制作している。